# Stamhus
Et stamhus er et gods der udelt skulle arves af ældste søn. Indehaveren af en stamhus kaldes stamhusbesidder. Et stamhus var skattefritaget, men til gengæld kunne det ikke sælges.
Det første danske stamhus var Hesselagergård, der blev oprettet i 1568. Ved Danske Lov blev det muligt for sædegårdsejere med over 400 tdr. hartkorn, at oprette et stamhus. Som følge af lensafløsningen fra 1919 blev stamhusene opløst i de følgende år og gjort til såkaldt "fri ejendom", som kunne sælges, og som fulgte de almindelige arveregler.

## Historie
Den gamle danske adel havde, ganske i modsætning til sine standsfæller i udlandet, en udpræget ulyst til at sikre jordejendom udelt i en families besiddelse ved oprettelse af majorater og fideikommisgodser.
Først efter Reformationen gjordes der forsøg på at oprette fideikommisgodser, men forsøgene mislykkedes og tilsidesattes af domstolene.
Ved grevernes privilegier af 25. maj 1671 åbnedes der imidlertid adgang til, at private godser ved at gøres til len af kronen (lensgrevskaber og lensbaronier) kunne opnå karakteren af majorater, og ved Danske Lov 5-2-65 indførtes endvidere efter tysk mønster det i Danmark hidtil ukendte begreb "stamhus"; det tillodes nemlig enhver privilegeret (enten adelig eller lige med adelen privilegeret), som ejede en sædegård, der med underliggende gods mindst var 400 tdr. hartkorn, at oprette denne ejendom til stamhuse for et af sine børn eller andre arvinger, hvis han ikke havde børn, "med saadanne Vilkaar, som han nyttigst og bedst eragter"; dette skete ved det såkaldte erektionspatent eller stamhusbrev.
Dog skulle vedkommende først indkalde sine kreditorer, ellers måtte disse holde sig til stamhuse uden for dette tilfælde måtte der ikke ske indførsel i sådant gods, lige så lidt som dette måtte sælges eller pantsættes, men besidderen var indskrænket til at nyde indtægterne; i nødstid måtte besidderen inden for visse grænser pantsætte stamhusets årlige indkomst.
Da stamhuse således var en ejendom, der udelelig gik i arv efter en særegen arvefølge, og som var uafhændelig og uangribelig af kreditorer, lignede det meget de tyske "Stammgüter" i deres senere udvikling, men navnet "Stammhaus" brugtes i Tyskland dog nærmest i betydningen af det danske sædegård.
Hvad motivet har været til at indføre stamhuse i Danmark, er ikke klart, man ser kun, at der i lovkommissionen var uenighed om optagelse af bestemmelsen, og at man indstillede afgørelsen til kongen. Adgangen til at oprette stamhuse blev i de første 7 år efter Danske Lovs udgivelse aldeles ikke benyttet, og i perioden 1690-1746 oprettedes kun 17; senere tilkom dog yderligere en række stamhuse
Antallet i tiden før afløsningen var 32 foruden en halv snes godser af beslægtet karakter, der ikke kaldtes stamhuse, men fideikommisgodser, slægtshuse, familiegodser og lignende.
Allerede under enevælden var der meddelt besiddere af stamhuse bevilling til at afhænde bøndergodset til fuldkommen eller ufuldkommen ejendom, imod at de herved indkomne beløb for største delen sikredes stamhuse som fideikommiskapital, og dette forhold ordnedes nærmere ved lov af 21. juni 1854; i henhold til denne lov og senere bestemmelser blev en stor mængde bøndergods afhændet og stamhuses fideikommiskapitaler betydelig forøgede.
En del stamhuse og fideikommisgodser blev også i tidens løb, særlig i 18. århundrede, i henhold til kgl. bevilling helt afhændede og substituerede med kapitaler. Loven fastsatte intet nærmere om den arvefølge, hvorefter stamhuse skulle falde i arv, men dette overlodes til stamhusbrevene.
Følgen var, at arvegangsmåden ved stamhuse blev højst forskellig; der fandtes både agnatisk, agnatisk-kognatisk og endog ren kognatisk arvefølge.
Besidderne af stamhuse stod under kontrol af Justitsministeriet (den såkaldte lenskontrol), der havde at påse, at den i erektionsbrevene fastsatte arvefølge overholdtes, at der ikke foretoges lovstridige dispositioner over stamhuse osv.
Ministeriet havde efter indhentet kgl. resolution ret til, når dette viste sig nødvendigt, at fratage besiddere af stamhuse administrationen og overlade denne til en kommission.
Ved Grundloven af 5. juni 1849, § 98 bestemtes:

"Intet Lehn, Stamhus eller Fideikommisgods kan for Fremtiden oprettes; det skal ved Lov nærmere ordnes, hvorledes de nu bestaaende kunne overgaa til fri Ejendom".

Efter flere forgæves forsøg på at gennemføre den sidste del af denne bestemmelse udkom Lov af 4. oktober 1919 om lens, stamhuses og fideikommisgodsers samt de derhen hørende fideikommiskapitalers overgang til fri ejendom.
Denne lov, der ikke blot omfattede de endnu bestående stamhuse med deres kapitaler, men også substitutionerne for tidligere stamhuse, gav vel i formen kun besidderne en ret til at kræve overgang til fri ejendom, men idet den tillige bestemte, at den, der ikke inden en vis kort frist gjorde brug af denne ret, fremtidig skulde svare en meget byrdefuld årlig afgift til statskassen af vedkommende stamhuses værdi, kom den faktisk til at virke som en tvang og har da også ført til en almindelig afløsning af stamhuse.
Ved afløsningen har besidderne til statskassen måttet indbetale 20% af værdien, således at der i denne fradroges de stamhuset påhvilende byrder, samt stille indtil en tredjedel af jorden til rådighed for staten mod erstatning.

## Stamhuse i Norge
Danske Lov 5-2-65 optoges (med samme nr.) også i norsk lov, men benyttedes kun til at oprette et enkelt norsk stamhus (Rosendal 1749). Andre stamhuse skylder derimod deres stiftelse speciel kgl. bevilling. Det hele institut spiller imidlertid i Norge liden rolle, idet stamhuse både er for få og for det meste mindre betydelige, hvorhos allerede grundloven af 1814 (§ 108) afskar adgangen til at oprette ny. Omvendt har en særskilt lov af 8. august 1842 omdannet lensgrevskabet Jarlsberg til stamhuse ved kgl. bevilling kan der opnås tilladelse til at afhænde dele af et stamhuses jordegods mod salgsbeløbets bevarelse som fideikommiskapital. Jarlsberg er det eneste stadig eksisterende stamhus i Norge.